# 爬樹

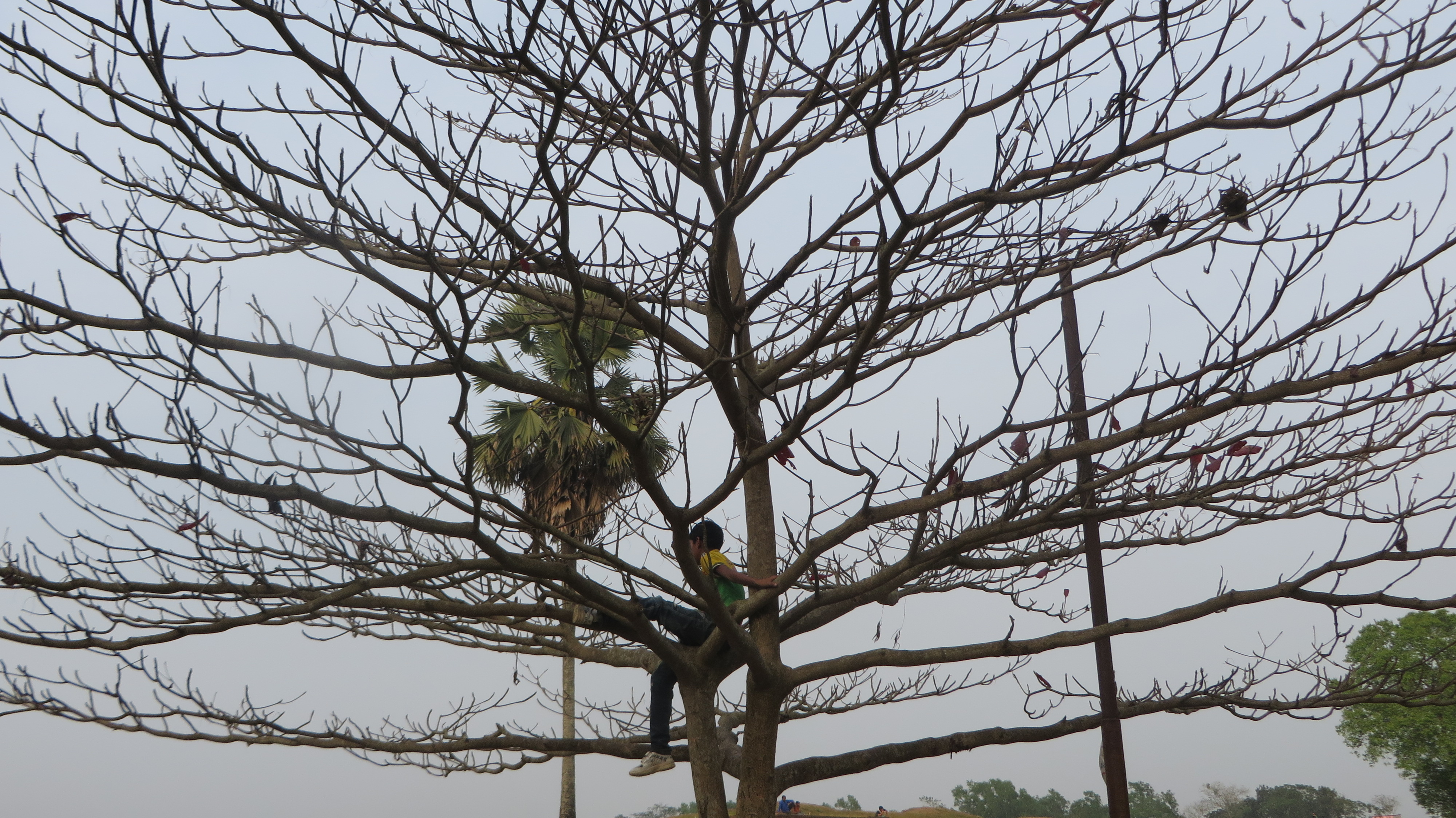
一个男孩正在爬树

爬树是一项娱乐性活动，是指人們爬到树上以及在樹上移动。為了安全，爬樹的人可以帶上绳索、头盔。還有人爬樹的時候會帶上吊床，等到他們爬到樹上後，他們就在吊床上吃野餐或睡觉。